# Andrainjato Centre
Andrainjato Centre est une commune rurale malgache située dans la partie centre-est de la région de la Haute Matsiatra.